# Hopps Group
Hopps Group est une entreprise française, organisée en holding, et gérant un certain nombre de filiales dans le domaine de la logistique, du colis postal et du démarchage postal.

## Histoire
En mars 2012, Adrexo cède sa filiale Adrexo Colis au directeur général d’Adrexo Frédéric Pons et au directeur de sa filiale Éric Paumier, avec l'appui du fondateur de Voyage privé, Denis Philippon. Cette filiale, devenue indépendante, est rebaptisée Colis privé. 
Hopps Group est créé par un trio d’entrepreneurs composé d’Éric Paumier, Frédéric Pons et Guillaume Salabert, en janvier 2017, à la suite de l'acquisition par ces derniers d'Adrexo,,. 
Frédéric Pons est président de Continental Foods (Carpentras). 
Guillaume Salabert dirige : Eaglecom (Paris), Cibleo (Paris), Media Golf (Neuilly), Editeo (Neuilly), Cap Horn Éditions (Neuilly), Dreamline Editions (Neuilly).
À la suite des problèmes rencontrés par Vivarte, Pataugas est vendu en mars 2017 à Hopps Group,.
En février 2018, Hopps Group acquiert Dispeo, l'ancienne filiale logistique des 3 Suisses, qui possède 4 entrepôts autour de Lille et près de 600 salariés.
En avril 2018, Hopps Group acquiert Alpha Direct Services (ADS), une entreprise de logistique, filiale de Rakuten, basée principalement autour de Paris.
En 2019 et 2020, Hopps Group est en difficulté financière, à la suite de pertes récurrentes.
Le 19 février 2020 Hopps Group annonce avoir obtenu un second tour de table de 30 millions d'euros. La Caisse d’épargne avance 6 millions comme le Crédit agricole Alpes Provence et Themis Banque, CGP Vendôme 10 millions, la Métropole Aix Marseille intervient à hauteur de 1,5 million d'euros comme la région. Il s'ajoute à la première tranche de 30 millions obtenue en septembre 2019.
Cette première tranche concernait GDP Vendôme à hauteur de 21 millions en contrepartie de 5% du capital et d'obligations non convertibles. Le solde a fait l'objet d'un crédit consenti par le Crédit agricole et la Caisse d’épargne.
En janvier 2022, CMA CGM annonce vouloir acquérir une participation de 51% dans Colis privé, une filiale de distribution de colis de Hopps Group, pour un montant non dévoilé. CMA CGM détendra après l'opération 100% de Colis privé.
En 2024, Hopps Group a rencontré des difficultés financières majeures. Placé en redressement judiciaire le 27 juin 2024, le groupe a été déclaré en liquidation judiciaire le 23 octobre 2024 par le tribunal de commerce de Nanterre. Cette décision a conduit à la cession de plusieurs de ses actifs. En février 2025, les sites de Dispeo ont été repris : le site de Beauvais par le Groupe Lundi Matin, préservant 221 emplois, et l'entrepôt d'Évreux par l'entreprise toulousaine Bigblue.

## Principales entités du groupe
| Société               | Activité               | CP    | Siège           | Siren       | CA k€   | Rés. k€  | Effectif | Année |
| --------------------- | ---------------------- | ----- | --------------- | ----------- | ------- | -------- | -------- | ----- |
| Milee                 | Communication digitale | 13290 | Aix-en-Provence | 315 549 352 | 272 939 | - 67 618 | 15 826   | 2021  |
| Alpha Direct Services | Fret                   | 60000 | Beauvais        | 533 296 240 | 58 129  | - 11 899 | 460      | 2018  |
| Pataugas              | Chaussures             | 13290 | Aix-en-Provence | 439 859 299 | 10 324  | - 2 923  | 54       | 2018  |
| Hopps Group           | Holding                | 13290 | Aix-en-Provence | 319 428 967 | 18 771  | - 2 304  | 172      | 2018  |